# Гибралтар на Европском првенству у атлетици на отвореном 2006.
Гибралтар је учествовао на 20. Европском првенству на отвореном 2006 одржаном у Гетеборгу, Шведска, од 7. до 13. августа. Ово је било девето Европско првенство на отвореном на којем је Гибралтар учествовао. Репрезентацију Гибралтара представљао је један такмичар који се такмичио у траци на 800 метара.
На овом првенству представник Гибралтара није освојио ниједну медаљу нити је остварио неки резултат.

## Учесници
Мушкарци:
- Ли Тејлор — 800 м

## Резултати

### Мушкарци
| Атлетичар | Дисциплина | Лични рекорд | Квалификације | Квалификације | Полуфинале           | Полуфинале           | Финале               | Финале  | Детаљи |
| Атлетичар | Дисциплина | Лични рекорд | Резултат      | Место         | Резултат             | Место                | Резултат             | Место   | Детаљи |
| --------- | ---------- | ------------ | ------------- | ------------- | -------------------- | -------------------- | -------------------- | ------- | ------ |
| Ли Тејлор | 800 м      |              | 1:56,06       | 7. у гр. 4    | Није се квалификовао | Није се квалификовао | Није се квалификовао | 27 / 27 |        |